# Collegio uninominale Sicilia - 04 (2017)
Il collegio elettorale uninominale Sicilia - 04 è stato un collegio elettorale uninominale della Repubblica Italiana per l'elezione del Senato tra il 2017 ed il 2022.

## Territorio
Come previsto dalla legge elettorale italiana del 2017, il collegio era stato definito tramite decreto legislativo all'interno della circoscrizione Sicilia.
Era formato dal territorio di tutta la provincia di Agrigento e dai comuni di Campobello di Mazara, Castelvetrano, Mazara del Vallo, Pantelleria, Partanna, Poggioreale, Salaparuta e Santa Ninfa nella provincia di Trapani.
Il collegio era parte del collegio plurinominale Sicilia - 01.

## Eletti
| Elezione | Elezione | Senatore          | Partito            |
| -------- | -------- | ----------------- | ------------------ |
|          | 2018     | Gaspare Marinello | Movimento 5 Stelle |

## Dati elettorali

### XVIII legislatura
Come previsto dalla legge elettorale, 116 senatori erano eletti con sistema a maggioranza relativa in altrettanti collegi uninominali a turno unico.
| Candidati              | Candidati                   | Voti    | %     | Liste                                | Voti    | %     |
| ---------------------- | --------------------------- | ------- | ----- | ------------------------------------ | ------- | ----- |
|                        | Gaspare Marinello ✔️ Eletto | 121 832 | 52,23 | Movimento 5 Stelle                   | 121 832 | 52,23 |
|                        | Vincenzo Giambrone          | 70 079  | 30,04 | Forza Italia                         | 42 978  | 18,42 |
| Lega                   | Vincenzo Giambrone          | 70 079  | 30,04 | 12 423                               | 5,33    |       |
| Fratelli d'Italia      | Vincenzo Giambrone          | 70 079  | 30,04 | 7 682                                | 3,29    |       |
| Noi con l'Italia - UDC | Vincenzo Giambrone          | 70 079  | 30,04 | 6 996                                | 3,00    |       |
|                        | Maria Iacono                | 27 440  | 11,76 | Partito Democratico                  | 23 369  | 10,02 |
| Civica Popolare        | Maria Iacono                | 27 440  | 11,76 | 1 742                                | 0,75    |       |
| +Europa                | Maria Iacono                | 27 440  | 11,76 | 1 610                                | 0,69    |       |
| Italia Europa Insieme  | Maria Iacono                | 27 440  | 11,76 | 719                                  | 0,31    |       |
|                        | Francesco Zammuto           | 6 183   | 2,65  | Liberi e Uguali                      | 6 183   | 2,65  |
|                        | Nicola Di Matteo            | 2 696   | 1,16  | Il Popolo della Famiglia             | 2 696   | 1,16  |
|                        | Carmela Marrone             | 1 862   | 0,80  | Potere al Popolo!                    | 1 862   | 0,80  |
|                        | Alfio Sardo                 | 1 542   | 0,66  | Italia agli Italiani                 | 1 542   | 0,66  |
|                        | Giovanni Contino            | 983     | 0,42  | CasaPound                            | 983     | 0,42  |
|                        | Anna Di Venti               | 264     | 0,11  | Lista del Popolo per la Costituzione | 264     | 0,11  |
|                        | Sabina Armanno              | 245     | 0,11  | Partito Valore Umano                 | 245     | 0,11  |
|                        | Concetta Mondello           | 153     | 0,07  | PRI - ALA                            | 153     | 0,07  |
| Totale                 | Totale                      | 233 279 | 100   |                                      | 233 279 | 100   |
|                        |                             |         |       |                                      |         |       |
| Voti non validi        | Voti non validi             | 10 365  | 4,25  |                                      |         |       |
| Votanti                | Votanti                     | 243 644 | 60,40 |                                      |         |       |
| Elettori               | Elettori                    | 403 417 |       |                                      |         |       |